# José O'Callaghan
José O'Callaghan, s. j., né le 7 octobre 1922 à Tortosa et mort le 15 décembre 2001 à Barcelone, est un prêtre jésuite, théologien, papyrologue et bibliste espagnol. Il est notamment connu pour avoir identifié le papyrus 7Q5 de Qumrân comme un texte de l'Évangile selon Marc (Mc 6:52–53).

## Biographie
Né à Tortosa, en Espagne en 1922, José O'Callaghan i Martínez rejoint les Jésuites le 29 octobre 1940. Il est ordonné prêtre le 31 mai 1952 et est licencié en théologie de Sant Cugat del Vallès (Barcelone) en 1953, puis docteur en philosophie et littérature de l'Université de Madrid en 1959 et docteur en littérature classique de l'Université de Milan en 1960.
Il est professeur à la Faculté de théologie de S. Cugat del Vallés (1961-1971), à Barcelone, où il fonde l'École d'études sur les papyrus (« Seminario de Papirología »). En 1971, il rejoint l'Institut biblique pontifical à Rome (1971-1992). En 1980, il retourne à Barcelone comme professeur de revues textuelles avec le R. P. Pierre Proulx. Il est doyen de la Faculté biblique (1983-1986). Il fonde la publication Studia Papirologica.
Il est mort le 15 décembre 2001 à Barcelone.

## Le papyrus 7Q5
O'Callaghan devient célèbre pour son identification d'un petit morceau de papyrus découvert dans la grotte 7 de Qumrân nommé par les éditeurs comme 7Q5 (« Grotte 7 + Qumrân + Papyrus 5 »). Il a été déclaré avant son identification (et par certains depuis) qu'il n'y avait aucun texte du Nouveau Testament trouvé dans les grottes du complexe de Qumrân. Les affirmations selon lesquelles les grottes de la mer Morte pourraient contenir des documents des premières communautés chrétiennes étaient considérées comme naïves et même absurdes.
O'Callaghan n'a pas entrepris de chercher des papyrus du Nouveau Testament à Qumran, mais son intérêt porte sur l'identification des fragments que les éditeurs ne pouvaient pas complètement clarifier. Plus d'une douzaine d'années après l'impression de certains fragments, O'Callaghan se rend compte que certaines des lettres claires et identifiables qu'ils contient pourraient faire partie du nom occasionnel du Nouveau Testament pour la mer de Galilée, la mer de Genneseret. Jusque-là, on avait supposé que de telles lettres faisaient partie du mot grec pour "engendrer", mais personne n'avait été en mesure de trouver un morceau de littérature ancienne qui correspondait à cette identification des lettres et au contexte nécessaire environnant d'autres lettres.
Les résultats de son travail avec le petit fragment l'amènent à la conclusion que 7Q5 pourrait être un fragment de l'Évangile de Marc et il publie son enquête en 1972 dans son ouvrage ¿Papiros neotestamentarios en la cueva 7 de Qumrân? (« Papyri du Nouveau Testament dans la grotte 7 à Qumrân ? »). La réaction des érudits, en particulier ceux attachés à la manière conventionnelle de la façon dont la Bible a été formulée, est presque universellement contre O'Callaghan. Son identification est considérée comme une affirmation presque impossible puisque le papyrus lui-même a été daté avant l'identification comme ayant été écrit au plus tard en 50 apr. J.-C., bien avant que les érudits ne pensent que le Nouveau Testament a été écrit. La carrière du chercheur espagnol est bloquée et il est pratiquement isolé jusqu'en 1982, lorsque le professeur Carsten Peter Thiede passe en revue les recherches d'O'Callaghan. Thiede arrive à la conclusion que les propositions d'O'Callaghan ne sont pas illogiques et que sa méthode scientifique est sérieuse. Thiede relance de nouveau la discussion dans son ouvrage « The Early Gospel Manuscript ? » en 1982. Cependant, même aujourd'hui, la majorité des spécialistes du papyrus ne sont pas d'accord avec la conclusion d'O'Callaghan.

## Œuvres
- Las tres categorías estéticas de la cultura clásica, Madrid, 1960, 288 pp.
- Cartas cristianas griegas del siglo V, Barcelone, 1963, 251 pp.
- Studia Papirologica.
- "Carta privada griega del siglo Vp. P.Palau Rib. Inv. 7" Studia papyrologica: revista española de papirología 12 (1973): 41–45.
- "Nota sobre BGU III 948,13 [IV/V p ]." Zeitschrift für Papyrologie und Epigraphik 82 (1990): 103–106.
- « La palabre » Camise » en Los papiros griegos." Aegyptus 76 (1996): 51–55.
- "¿Papiro neotestamentarios en la cueva 7 de Qumrán ?" Biblique, 1972. Roms. pp. 91–100
- "Notas sobre 7Q tomadas en el "Rockefeller Museum" de Jérusalem." Biblique, 1972. Roms. pp. 517–536